# Джеральдін Ферраро
Джеральдін Енн Ферраро (англ. Geraldine Anne Ferraro; 26 серпня 1935, Ньюбург, Нью-Йорк — 26 березня 2011, Бостон, Массачусетс) — американська політик-демократ, член Палати представників США (1979–1985).

## Життєпис
Джеральдін Енн Ферраро народилася 26 серпня 1935 року в Ньюбурзі, штат Нью-Йорк. Ферраро відвідувала парафіяльну школу Mount Saint Mary's у Ньюбурзі. Ферраро якийсь час жила в пансіоні на горі Святої Марії, потім деякий час відвідувала парафіяльну школу в Південному Бронксі. Починаючи з 1947 року, вона відвідувала парафіяльну академію Мерімаунт в Террітауна, штат Нью-Йорк. Ферраро навчалась в коледжі Мерімаунт Манхеттен, іноді працюючи на двох або трьох роботах одночасно. Ферраро отримала ступінь бакалавра англійської мови в 1956 році; вона була першою жінкою в сім'ї, яка отримала вищу освіту. Вона також здала іспит на ліцензованого шкільного вчителя. Ферраро почала працювати вчителем початкової школи в державних школах в районі Асторія. Будучи незадоволеною, вона вирішила вступити на юридичний факультет. У 1960 році вона здобула ступінь доктора юридичних наук з відзнакою у юридичній школі Фордемського університету.
Виховуючи дітей, Ферраро 13 років працювала неповний робочий день цивільним адвокатом у фірмі нерухомості свого чоловіка. Крім того, вона іноді працювала для інших клієнтів і виконувала деяку роботу на громадських засадах в суді з сімейних справ. Вона проводила час у місцевих демократичних клубах, що дозволило їй підтримувати контакти в межах юридичної професії та брати участь у місцевій політиці та кампаніях. Організовуючи суспільну опозицію, Ферраро зустріла юриста і демократичного діяча Маріо Куомо, який став її політичним наставником. У 1970 році вона була обрана президентом Жіночої асоціації адвокатів округу Квінз. Наступного року Ферраро було призначено до нового Спеціального бюро жертв, яке переслідувало справи, пов’язані із зґвалтуванням, жорстоким поводженням з дітьми, жорстоким поводженням з дружиною та домашнім насильством.
Перша постійна політична робота Ферраро з'явилася в січні 1974 року, коли вона була призначена помічником окружного прокурора округу Квінз. У 1978 році її прийняли до адвокатури Верховного суду США.
З 1979 по 1985 рік Джеральдін Ферраро представляла у Палаті представників США один з округів штату Нью-Йорк. У 1984 році Ферраро стала першою жінкою, що балотувалася на посаду віцепрезидента США, але зазнала поразки. Вона була напарницею Волтера Мондейла, який програв вибори республіканцеві Рональду Рейгану.
У період з 1993 по 1996 рік Ферраро представляла США у Раді ООН з прав людини. Також Ферраро входила до Американської організації за мир на Кавказі.
У 2008 році Ферраро очолювала фінансовий комітет виборчого штабу Гілларі Клінтон. Їй довелося відмовитися від участі в передвиборчій кампанії після скандалу, пов'язаного з необережними висловлюваннями, допущеними нею на адресу Барака Обами.

## Нагороди та відзнаки
Ферраро була прийнята до Національної зали слави жінок в 1994 році. Ферраро отримала почесні ступені в 1980-х і на початку 1990-х років в Манхетенському коледжі Мерімаунта (1982), Юридичній школі університету Нью-Йорка (1984), Гантерському коледжі (1985), Університеті штату Нью-Йорк (Платтсберг) (1985), Коледжі Бока-Ратона (1989), Державному університеті Вірджинії (1989), Муленберзькому коледжі (1990) та Потсдамському коледжі (1991). Згодом вона отримала почесну ступінь Західного резервного університету Кейса (2003 р.).
Під час перебування в Конгресі Ферраро отримала численні нагороди від місцевих організацій у Квінзі.
У 2007 році Ферраро отримала нагороду за життєві досягнення від Фонду «Сини Італії». У 2008 році Ферраро була першим лауреатом щорічної премії «Trailblazer» від Національної конференції жіночих адвокатських асоціацій та отримала нагороду Едіт І. Співак від Асоціації юристів округу Нью-Йорк. У 2009 році палата представників прийняла закон, який закликав до перейменування поштового відділення в Лонг-Айленд-Сіті в Квінзі в Ферраро.
У 2018 році Ферраро була обрана Національним проектом жіночої історії в якості однієї з лауреатів Місяця жіночої історії в США.